# Селески, Билли
Билли Селески (род. 14 июля 1985, Охрид, Македония) — австралийский футболист, полузащитник. Играл в клубах японской, австралийской, китайской и английской футбольной лиги.

## Клубная карьера
Селески родился в курортном городе Охрид на юго-западе Македонии, но ещё ребёнком переехал в Австралию — в Мельбурн. Селески закончил Викторианский институт спорта и Австралийский институт спорта. Будущий футболист начинал свою карьеру в австралийский клубах Bullen Zebras и «Перт Глори». В марте 2007 года Селески в очередной раз подписал контракт с «Перт Глори» и 15 декабря провел за команду крайне важный матч — Селески сделал «хет-трик в матче против Сиднея» (4:2).
В конце сезона 2007/08 подписал контракт с клубом «Мельбурн Виктори». Играл одну из ключевых ролей в чемпионском сезоне «Мельбурна» и не пропускал игры команды вплоть до 2009 года. Однако 3 сентября 2019 года футболист получил разрыв передней крестообразной связки.
20 июля 2013 года Селески был в составе команды всех звезд австралийской лиги в матче против «Манчестер Юнайтед». Австралийская сборная из звёздных игроков проиграла со счетом 5:1, голы за «Манчестер Юнайтед» в том числе забили Дэнни Уэлбек, Джесси Лингард и Робин Ван Перси.
30 июля 2013 года Селески перешел в клуб ОАЭ Al-Shaab CSC. А 24 февраля 2014 года футболист переехал в Китай — в «Ляонин Хувин» из Суперлиги Китая. 6 августа 2014 года игрок перешёл в английский «Ньюкасл Юнайтед Джетс», но провёл за клуб всего 4 матча. 3 февраля 2016 года Селески подписал контракт с японским «Ванфоре Кофу».

## Карьера в сборной
Впервые на международной арене Селески выступил 28 января 2009 года в отборочном матче Кубка Азии против сборной Индонезии. Селески также был членом олимпийской сборной Австралии во время Олимпиады-2008 в Пекине.

## Достижения
«Мельбурн Виктори»
- Чемпион Австралии: 2008/09